# Nikola Vukčević
Nikola Vukčević (Podgorica, 1974.–), crnogorski redatelj, magistar dramskih umjetnosti. Član Odbora za film Crnogorske akademije znanosti i umjetnosti (CANU)  i Umjetnički direktor Gradskog kazališta Podgorica. Vukčević je i predavač na crnogorskom nacionalnom Fakultetu dramskih umjetnosti - Cetinje. 
Umjetnik multimedijalnog redateljskog obrazovanja i opredjeljenja sudjelovao je u pedesetak projekata: redatelj je desetak kazališnih predstava (prikazanih na festivalima, poput: Budva Grad Teatra, Infant, Exit i sl., i izvođenih u kazalištima poput Atelje 212, SNP- Novi Sad, Boško Buha, Zetski dom ...), četiri kratkometražna igrana filma i jedne TV drame (prikazanih na festivalima i televizijama u Crnoj Gori i inozemstvu) i dvadesetak polusatnih dokumentaraca na Prvom programu RTVCG.
Nagrađen je brojnim domaćim i stranim nagradama. Najmlađi je redatelj koji je režirao u službenoj produkciji Grad Teatra Budva.  Bio je član žirija i savjeta nekoliko festivala. Ima zvanje Magistra znanosti o dramskim umjetnostima (od lipnja 2001. godine, uz koje je i njegov nagrađeni magistarski rad od kojega je objavljena i knjiga "Utjecaj filma na Kazalište Novih Formi"), i asistenta na predmetu Režija II na FDU Cetinje. Bavi se režijom i produkcijom glazbenih i reklamnih spotova.
"Pogled s Eiffelovog tornja" je njegov prvi cjelovečernji igrani film, prikazan na mnogim međunarodnim smotrama filma, od St. Petersburga, preko Londona, Vienne, Ljubljane, Toronta, Marbelle, USA, Italije, Berlina.